# 포 (옷)

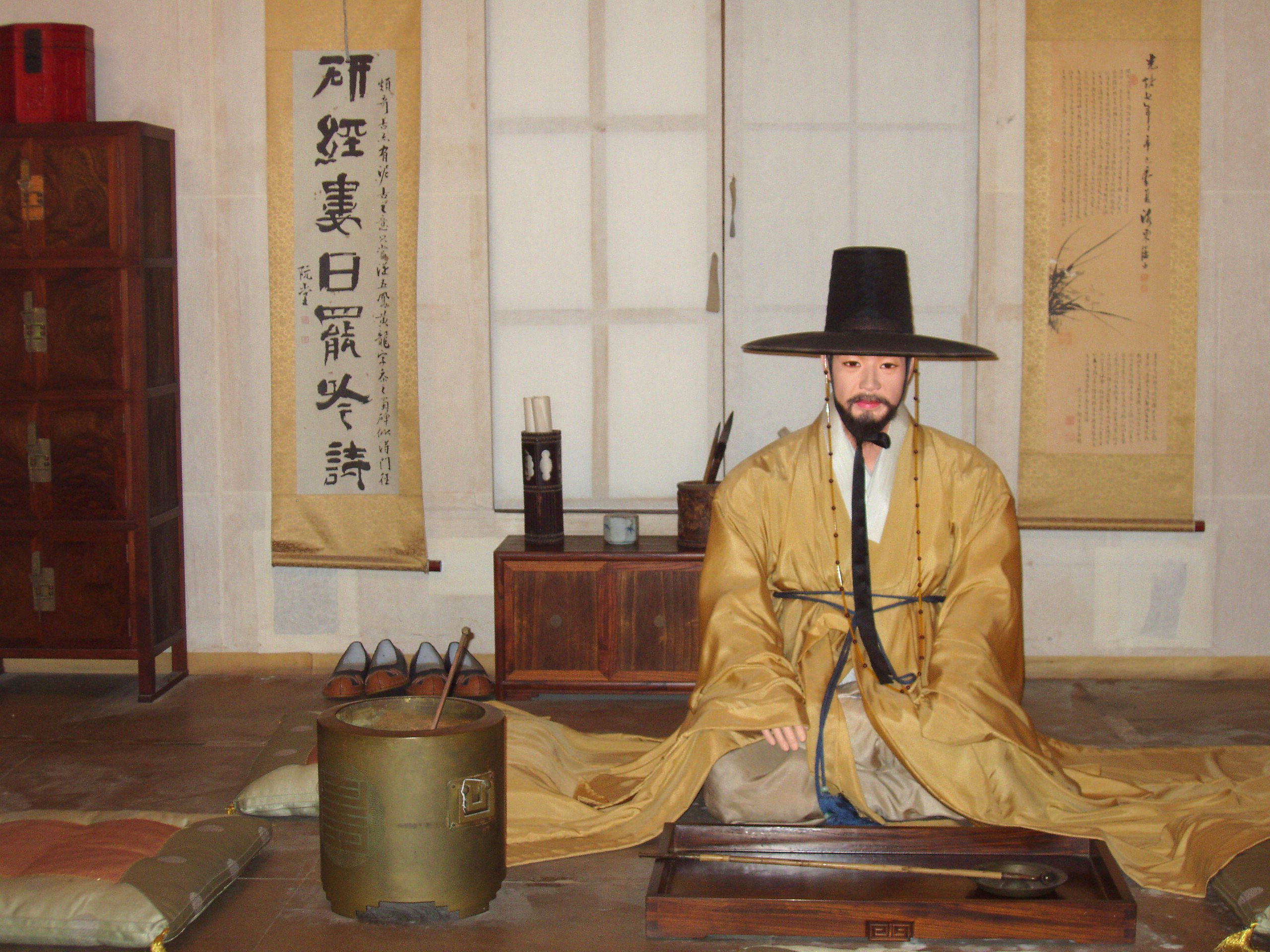

포(袍)는 한국 전통 의상의 겉옷이나 외투를 가리키는 일반적인 용어이다.

## 설명
포에는 한국형과 중국형의 두 가지 일반적인 유형이 있다.
한국형은 삼국 시대의 일반적인 스타일로 오늘날에도 사용된다. 허리띠는 조선후기에 리본으로 교체되기 전까지 사용되었다. 두루마기는 방한용으로 입었던 포의 일종이다. 저고리와 바지 위에 겉옷으로 널리 입혀졌다. 주막의, 주차의, 주의라고도 한다.
중국식은 중국에서 기원하는 포와는 다른 스타일의 포이다. 남북제국시대부터 역사를 거쳐 1895년 한국형 두루마기가 전국적으로 채택되기까지 사용되었다.

## 사진

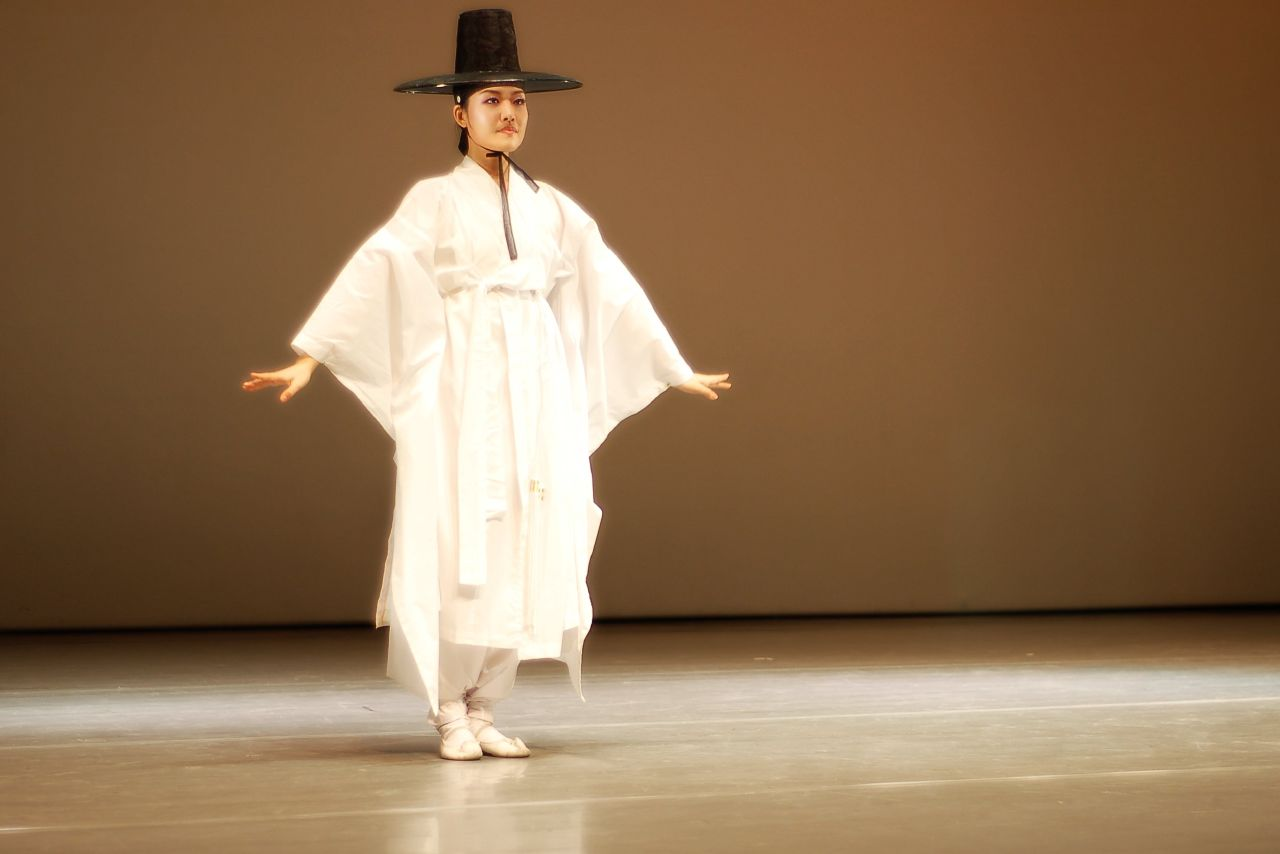
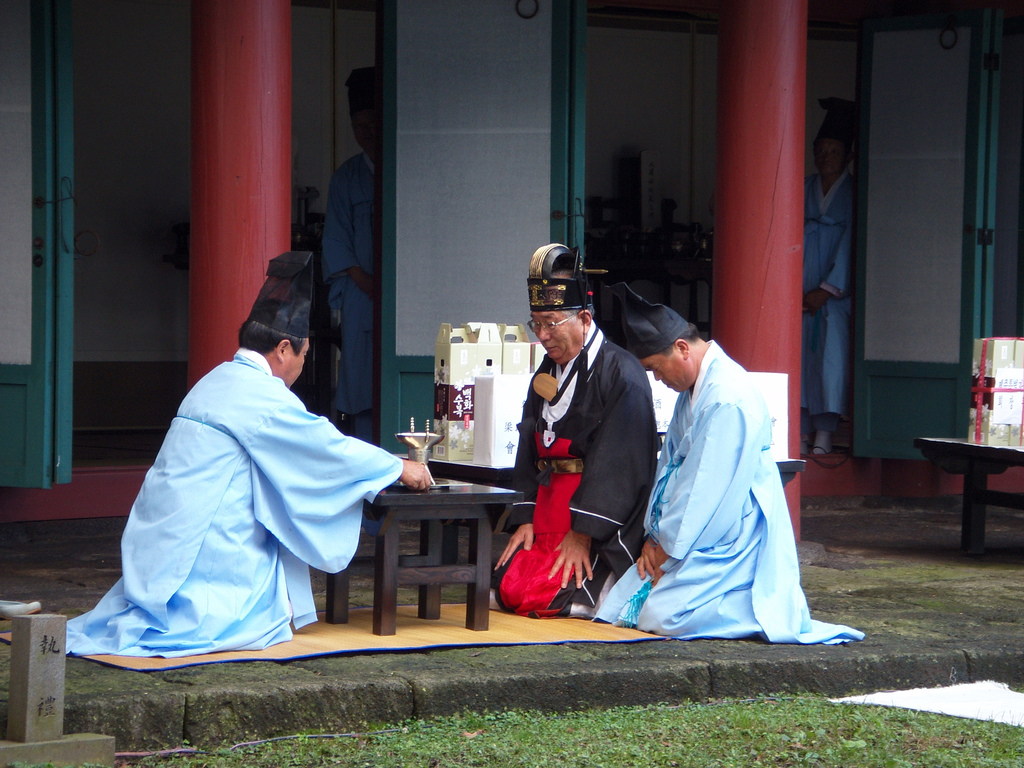
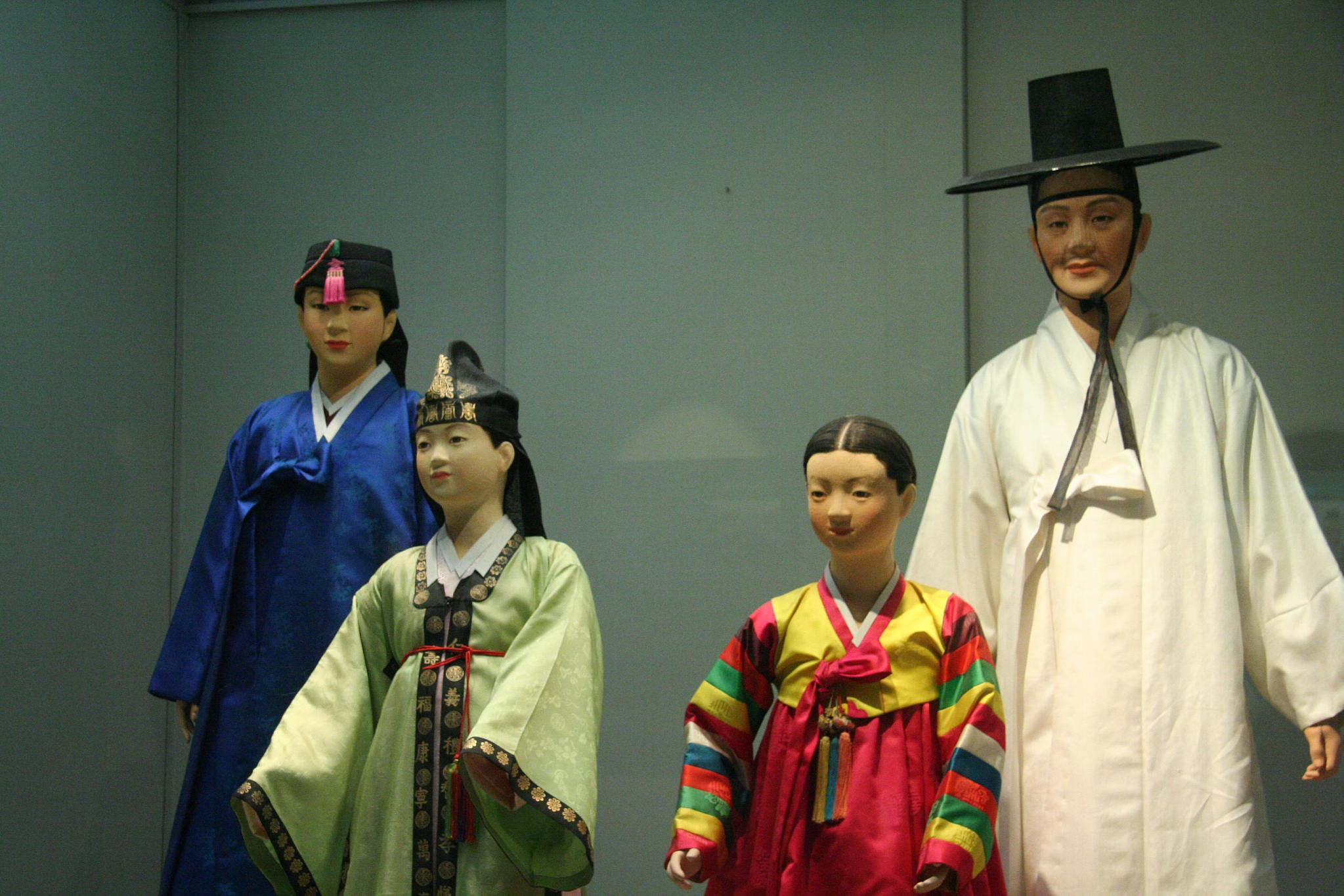
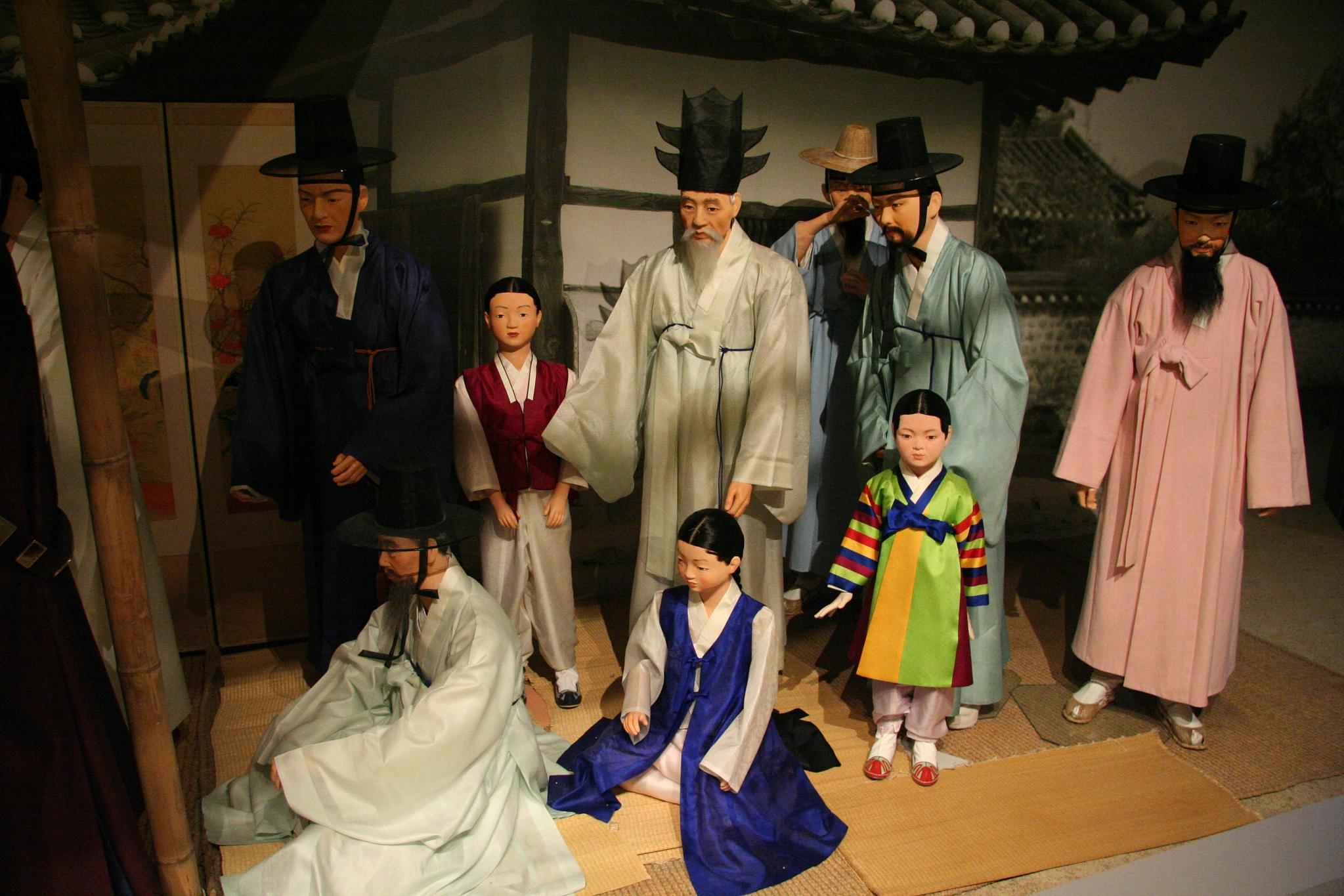

## 종류
- 창의
- 철릭
- 단령
- 답호
- 도포
- 두루마기
- 곤룡포
- 장옷
- 장삼(長衫)
- 직령포(直領袍)

## 같이 보기
- 두루마기
- 한복
- 저고리
- 전복 (복식)
- 사규삼